# Зониха (Слободской район)
Зо́ниха — деревня в Шиховском сельском поселении Слободского района Кировской области на реке Сандаловка.
Прежнее название — Левинская. В 1961 году в деревне было создано Научно-производственное зверохозяйство на базе Всесоюзного НИИ Охотничьего хозяйства и звероводства, который был переведён в Киров в 1958 году. В зверохозяйстве разводили песца, норку, нутрию, шиншиллу.

## Население
| 2010 |
| ---- |
| 847  |